# Бреховская (Ярославский район)
Бреховская — деревня в Ярославском районе Ярославской области. Входит в состав Туношенского сельского поселения.

## География
Находится в восточной части Ярославской области на расстоянии приблизительно 19 км восток-юго-восток по прямой от станции Ярославль.

## История
В 1859 году здесь (деревня Ярославского уезда Ярославской губернии) было учтено 22 двора, в 1898 — 27.

## Население
Численность населения: 117 человек (1859 год), 28 (русские 93 %) в 2002 году, 15 в 2010.